# Božo Baničević
Božo Baničević (Smokvica, 24. prosinca 1937.) je hrvatski katolički svećenik, romanist, crkveni povjesničar, crkveni glazbenik. Bavi se i jezikoslovljem.

## Životopis
Don Božo Baničević rođen je u Smokvici 24.XII 1937. od Ivana i Urse r. Korunić. Već od djetinjstva sudjeluje u brojnim poslovima svoje radišne vinogradarske obitelji. Osnovnu školu pohađa u Smokvici i Blatu da bi potom srednju naobrazbu ostvario u klasičnoj sjemenišnoj gimnaziji “Ruđer Bošković” u Dubrovniku. Nakon vojske studira na Bogoslovnom fakultetu u Zagrebu filozofiju i teologiju te pohađa muzikološki seminar (1959-1965.).
Za svećenika je zaređen 1. XII 1963. te postaje župnikom u Majkovima (6 god.), katehetom u gradu Korčuli (8 god.), župnikom u Janjini (13 god.), župnikom u Korčuli (5 god.), župnikom u Žrnovu (18,5 god.).
U međuvremenu (1969.) upisuje studij romanistike (francuski, latinski, talijanski) u Skopju jer u Hrvatskoj komunistički zakoni nisu priznali njegove vjerske škole ni gimnaziju ni fakultet i nastavlja u Sarajevu, usavršava u Parizu gdje u toku ljeta sudjeluje u pastvi zamjenjujući višeput francuske župnike i svećenike i pri tom diplomira viši stupanj francuskog jezika na Alliance francaise (1974.). Osim teologije diplomirao je franc. književnost (Analiza epigrafa u Stendhalovom romanu „Crveno i crno“) i latinski jezik („Arhaizmi u Salustijevim djelima“).
Uz brojne pastoralne dužnosti i pothvate (kateheze, liturgija, obnova crkvenih objekata i umjetničkih predmeta, orkestar tamburica u Žrnovu i mandolina u Korčuli), slobodno vrijeme posvećuje drugim disciplinama, mnogo putuje (zemlje srednje Europe, Balkanski, Apeninski i Pirinejski poluotok, Izrael, Egipat, Australiju triput i N. Zeland te Južnu Afriku, London), mnogo piše u brojnim časopisima i godišnjacima, kroz deset godina u Gradu Korčuli drži brojna predavanja. Isto čini i u rodnoj Smokvici. Usput sudjeluje na brojnim simpozijima (Korčula, Lastovo, Dubrovnik, Zadar, Rijeka, Kotor, Mljet itd.).
Danas mu je glavna preokupacija povijest otoka Korčule (izvori: arhiv Korčulanske biskupije i vatikanski arhivi), dalmato-romanska toponimija, crkvena glazba u bratovštinama Smokvice, Žrnova i Korčule. O crkvenoj glazbi napisao je brojne priloge u raznim časopisima, zbornicima i godišnjacima kao i Glazbenom leksikonu. Mnoge znanstvene priloge objavio je u Godišnjaku grada Korčule (kad se radi o Korčuli, Žrnovu i Pupnatu), u Luško libro, u Blato i u Dubrave hrid u Dbku. Glavna su mu djela: Imena župa na otoku Korčuli (1989.), Katedrala i opatska riznica sv. Marka (1996.), Rječnik starinskih riječi u Smokvici na Korčuli (2000.), Korčulanska biskupija (2003.), Bratimska pjesmarica Gospe Kandalore u Smokvici (2003.), Nekoliko dalmato-romanskih toponima iz Dubrovačkog kraja i Elafitskih otoka (2004.) itd. Dalmato-ramanski ostaci u toponimiji Hrvatske (2009.), Smokvica kroz vjekove (2013.), Rječnik starinskih riječi II. izdanje (2016.), Katedrala sv. Marka u Korčuli, stara i nova (2016.), Gospa Čarskog polja (2018.), Župna crkva sv. Marije u Smokvici, Stara i Nova (2020.), Blato u Vizitacijama Nadbiskupa i biskupa 1560. – 1830.  itd., ukupno 75 raznih, većih i manjih djela.
U svom radu osobito ima izoštren osjećaj za prostor prirode, za povijest i kulturna događanja, za sve ono što čovjeka izdiže na višu razinu shvaćanja. U svemu tome on ne posustaje nego i nadalje izrađuje svoje pismene uradke vukući često prve brazde po sasvim novim prostorima svojih zanimanja obrađujući razne predmete i obogaćujući lokalnu historiografiju novim jedinicama na dobrobit i afirmaciju svih naselja otoka Korčule, a dijelom i poluotoka Pelješca, a time i domovine Hrvatske.
Čitajući i ovo gore spomenuto posljednje djelo koje uskoro ima izaći iz tiska, čitatelj će lako opaziti kako se u njemu isprepliću razne discipline koje daju i upotpunjuju stratigrafiju raznolikih paralelnih događanja na istom prostoru. A to nije malo bogatstvo. Svakomu svoj kraj treba postati svetinjom i potrebno mu je usvojiti krajevne i domovinske vrednote koje trebaju nastaviti svoj povijesni hod ne samo u prosvjetljenoj pameti nego i u odgojenom srcu. Tako shvaćena i ova knjiga pojačat će u čitatelju ljubav prema krajevnoj Crkvi i domovini Hrvatskoj. Tolle, lege, uzmi, čitaj!

## Djela
1. (Bilo je i drugih radova, a ovdje su najvažniji)
2. Običaj kolendanja u Smokvici (sv. Cecilija g. 1978 i Smokviški zbornik)
3. Imena župa na otoku Korčuli, Korčula 1989
4. Odgovor na pisanje B. Maleševića o Korčuli, Marulić 1996
5. Katedrala i opatska riznica sv. Marka, Vodič, 1996
6. Župa Korčula (Dubrave hrid, predstavljamo župe)
7. Župa Pupnat, Dubr. Hrid, br. 18, 1998.
8. Župa Čara, Dubr. hrid
9. Župa Smokvica (Dubrave hrid i rukopis)
10. Župa Žrnovo, Dubr. Hrid, br. 16, 1997.
11. Župa Lumbarda, Dubr. Hrid, br. 19, 1998.
12. Župa Janjina i Trstenik, Dubr. hrid
13. Dva temeljna bogoslužna središta u gradu Korčuli, Godišnjak 1 1996
14. Smokvica –Fontes, 1998, neobj.
15. Nekoliko arhivskih podataka koji se odnose na Velu Luku, Luško Libro 1998
16. Osnivanje Korčulanske biskupije g. 1300, Godišnjak 4, 1999
17. Pasionska pjesmarica u Smokvici u odnosu na one u Žrnovu i gradu Korčuli, Zbornik 1998 (Muka kao nepresušno nadahnuće kulture) i Smokviški Zbornik
18. Župa Čara na otoku Korčuli, Zbornik Čare, 1999 (Povijest Čare)
19. Izgradnja pustinjačke kuće na Zagracu, Godišnjak 5, 2000
20. Neki Pasionski napjevi u Smokvici, Žrnovu i Gradu Korčuli, Zbornik 2000 (Muka..)
21. Rječnik starinskih riječi u Smokvici na Korčuli, 2000
22. Župa Orebić, Dubrave hrid, br. 22/23 (Božić 2000 i nastavak Božić 2001)
23. Korčulanski poluotočić prije postanka grada, Godišnjak 6
24. Korčulanska Biskupija i njezini biskupi, Zbornik radova o Dubrov. nadbisk. 2001
25. Korčulanska pjesmarica (Za leksikon), 2001
26. Don kruno Silov In memoriam, Dubrave hrid
27. Don Pero Vuletić kao uvodničar lista Dubr. hrid, 2002
28. Uz izlazak iz tiska moje knjige Korčulanska biskupija, Dubr. hrid, br. 25, 2002.
29. Bratovština Svih Svetih u Korčuli, Godišnjak 7, 2002
30. Korčulanska biskupija 1300-1830., 2003 (Monografija 450 str.)
31. Bratimska Pjesmarica Gospe Kandalore u Smokvici, 2003
32. Petar Kanavelić, Godišnjak 8, 2003
33. Gospino svetište u Sreseru na Pelješcu, Zvona Delorite 2003
34. U pripremi: Tragovi dalmatsko-romanske toponimije na teritoriju Hrvatske
35. Više članaka za Glazbeni leksikon-Zagreb 2004
36. Monografija o otoku Korčuli (Smokvica, Čara, Pupnat, Žrnovo, Lumbarda)
37. Nekoliko dalm-romanskih toponima iz dubrovačkog kraja (I dio), Dubr. Hrid, br 29.
38. Nekoliko dalmato-romanskih toponima iz dubrovačkog kraja (II dio), Dubr. Hrid, br. 30/2004.
39. Nekoliko dalm-rom. toponima iz dubrov. Kraja (III dio-Elafiti), Dubr. Hrid br.31/05
40. Župa Blato u Vizitaciji A. Valiera 1579., g. 2004, Blato
41. Smokvica u svom religioznom i povijesnom prostoru 2004, Baština iz bašćine
42. Žrnovo u Vizitaciji A. Valiera g. 1579. 2004, Godišnjak grada Korčule
43. Žrnovo u Vizitaciji M. Priuli g. 1603, Godišnjak grada Korčule, 2005.
44. Latinski jezik kao polazište u dalm-rom toponimiji Hrvatske (simp, u Rijeci 2006)
45. Žrnovo i Pupnat u Vizitaciji O. Garzadorija 1624., Godišnjak 11, 2006.
46. Župa Žrnovo podiže spomenik Ivanu Pavlu II, Dubr. Hrid 2006.
47. Korčulanski biskupi M. Drago i V. Kosović rodom su Kotorani, Zbornik- Pasionska baština, 2007.
48. Žrnovo i Pupnat u Vizitaciji korčulanskog biskupa T. Dieda g. 1612. Godišnjak
49. Dalm-rom. ostaci u toponimiji Hrvatske (De relictis Dalm-romanis in toponymia Croatiae), 2009.
50. Ostaci dalmato-romanskih toponima u Dubrovačkoj republici, 2009 (neobjavljeno)
51. Marijanske crkve i Marijanski kult na otoku Korčuli, 2010. Godišnjak
52. Prilog za bolje shvaćanje brodoloma sv. Pavla na Jadranskom otoku Meliti, 2010
53. Don Spaso Korunić, predavanje u Smokvici (120 god. Rođenja), 2011.
54. Uvodna pjesma u Korčulansko Statutu, 2011, Godišnjak
55. Smokvica kroz vjekove, 2013
56. Pogled u pisanje Mirka Pecotića... 2014
57. Ljudi i događaji u vrijeme Petra Kanavelića, 2015, Zbornik
58. Rječnik Starinskih riječi  ...II. izdanje, 2016
59. Osvrt na knjigu Rodopis prezimena i obitelji mjesta Smokvice autora Mirka Pecotića, 2016
60. Toponimija Smokvice, neobjavljeno
61. Korčulanska katedrala sv. Marka, stara i nova (XIII.-XV.), neobjavljeno, 2016
62. Razgovor u Naša Gospa, Intervju, 2016
63. Don Ante Kržanić, župnik u Majkovima
64. Učinimo lumblije za Sve Svete, 2018
65. Don Kosto Selak, župnik u Janjini. 2018
66. Dum Božo Baničević, svećenik od 1. XII. 1963. do danas (1965-2018)
67. Gospa Čarskog polja, crkva i Gospine milosti kroz vjekove, 2018
68. Učinimo lumblije za Sve Svete
69. Katedrala sv. Marka bez bisk. Mitre  ( u Zagreb moj grad, str. 122-125)
70. Osvrt na nekoliko naslova pjesnikinje Duške Crnmarić-Tomašić, 2019
71. Moje pjesme, malo zbilje, malo šale, u toku..(od 1990-2019)
72. Je li Bartol Kašić dobro preveo na hrvatski grčko-latinsku riječ Biothanatus? 2019
73. Blato, Vizitacije nadbisk. i biskupa 1560-1830.
74. Župna crkva sv. Marije, Sara i Nova, 2020
75. Katedala sv. Marka u Korčuli, romanička, kratka gotička, produžena g. 1496..., 2021.